# Küchler-Denkmal

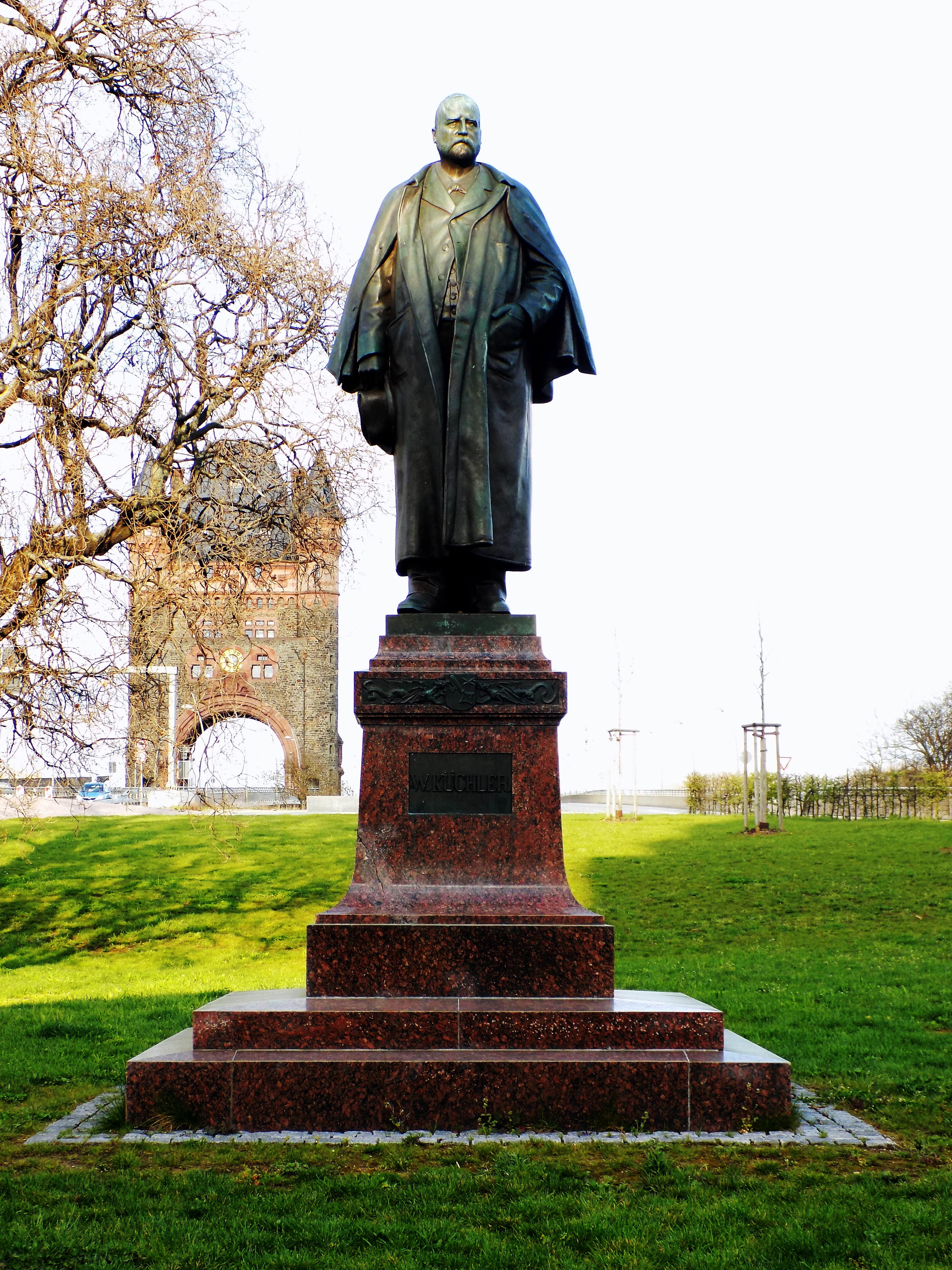
Küchler-Denkmal (im Hintergrund die Rheinbrücke)

Das Küchler-Denkmal zu Ehren des einstigen Wormser Oberbürgermeisters und Ehrenbürgers Wilhelm Küchler steht auf dem Küchlerplatz in der rheinland-pfälzischen Stadt Worms. Es ist das erste im 20. Jahrhundert in Worms errichtete Denkmal, das ohne militärischen Kontext errichtet wurde.

## Geschichte
Als Küchler am 31. Oktober 1900 verstarb, regte der Industrielle Cornelius Wilhelm von Heyl zu Herrnsheim zur Errichtung eines standesgemäßen Denkmals für den verstorbenen Oberbürgermeister und Ehrenbürger der Stadt Worms auf und warb um Spenden zu dessen Finanzierung. Das Denkmal wurde vom ursprünglich aus Worms stammenden Karlsruher Bildhauer Johannes Hirt errichtet und am 28. November 1904 enthüllt. Zu diesem Anlass waren neben Vertretern der Stadt Worms hochrangige Delegierte aus Darmstadt, zahlreiche Bürger, der „in Vertretung Seiner Königlichen Hoheit des Großherzogs Geheimer Kabinettsrat Roemheld, Finanzminister Gnauth“, und Küchlers Ehefrau Emma mit der gemeinsamen Tochter und zwei Söhnen anwesend.
Bei der Enthüllung des Denkmals spielte ein Orchester Beethovens Vertonung der Dichtung Die Himmel rühmen des Ewigen Ehre.
Die Bronzeskulptur auf einem Sockel aus Granit stand ursprünglich gegenüber dem alten Rathaus in der Hagenstraße auf dem Lindenplatz, der in Küchler-Platz umbenannt wurde. Die Fliegerbomben gegen Ende des Zweiten Weltkriegs überstand das Denkmal zwar, es wurde jedoch im Rahmen des Wiederaufbaus der Stadt 1957 entfernt. Der Küchler-Platz wurde dabei nicht mehr berücksichtigt und verschwand.

## Heute
Im Jahr 2013 wurde das Denkmal für rund 19.000 Euro restauriert. Es steht auf dem Küchlerplatz, der sich heute zwischen der Ernst-Ludwig-Schule und der Rheinbrücke befindet.

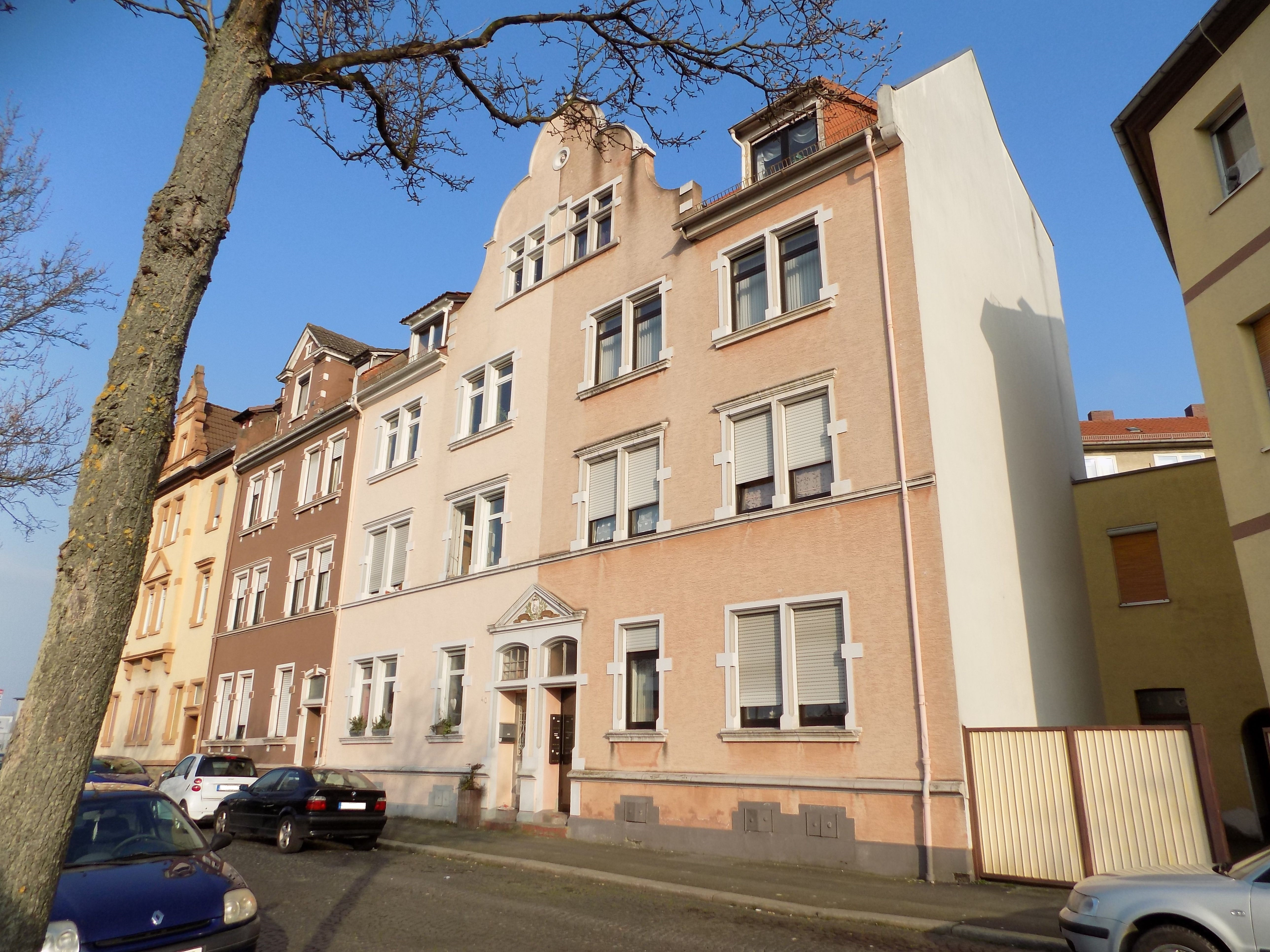
Küchler-Haus

## Weitere Ehrungen
Neben dem Küchler-Denkmal existiert in Worms das Küchler-Haus in der Friesenstraße, das über dem Eingang sein Porträt ziert. Des Weiteren gibt es seit 1982 die nach Küchler benannte und östlich der Innenstadt gelegene Küchlerstraße.